# 1103

## Narození
- 23. března – Jüe Fej, čínský generál, národní hrdina († 27. ledna 1141)
- 5. srpna – Vilém Aetheling, jediný syn a dědic anglického krále Jindřicha I. († 25. listopadu 1120)
- ? – Adeliza z Lovaně, anglická královna jako druhá manželka Jindřicha I. († 23. dubna 1151)
- ? – Judita Bavorská, z rodu Welfů, švábská vévodkyně († 22. února 1131)
- ? – Alfons Jordan z Toulouse, hrabě z Tripolisu, Toulouse, Rouergue a markýz provensálský († 15. dubna 1148)

## Úmrtí
- 10. července – Erik I., dánský král (* asi 1060)
- 24. srpna – Magnus III., norský král (* 1073)

## Hlavy států
- České knížectví – Bořivoj II.
- Svatá říše římská – Jindřich IV.
- Papež – Paschalis II.
- Anglické království – Jindřich I.
- Francouzské království – Filip I.
- Polské knížectví – Zbygněv – Boleslav III. Křivoústý
- Uherské království – Koloman
- Byzantská říše – Alexios I. Komnenos
- Jeruzalémské království – Balduin I.